# Bell’s Open 1987
Die Bell’s Open 1987 im Badminton fanden vom 2. bis zum 4. Oktober 1987 im Bell’s Sports Centre in Perth statt.

## Finalresultate
| Disziplin    | Sieger                        | Finalist                        | Ergebnis         |
| ------------ | ----------------------------- | ------------------------------- | ---------------- |
| Herreneinzel | Torben Carlsen                | Vimal Kumar                     | 6:15, 15:5, 15:9 |
| Dameneinzel  | Fiona Elliott                 | Helen Troke                     | 11:4, 12:10      |
| Herrendoppel | Mike Brown Richard Outterside | Andy Goode Miles Johnson        | 15:6, 15:13      |
| Damendoppel  | Fiona Elliott Sara Halsall    | Denyse Julien Johanne Falardeau | 15:9, 15:10      |
| Mixed        | Mike Brown Sara Halsall       | Andy Goode Fiona Elliott        | 15:9, 15:11      |